# Carl R. Hagen
Carl Richard Hagen (ur. 2 lutego 1937 w Chicago) – amerykański fizyk-teoretyk pochodzenia norweskiego, profesor fizyki cząstek elementarnych na Uniwersytecie Rochester. Laureat Nagrody Sakurai przyznawanej przez Amerykańskie Towarzystwo Fizyczne (APS) teoretykom cząstek elementarnych (2010).

## Życiorys
Urodzony w rodzinie imigrantów pochodzących z Norwegii. Absolwent Massachusetts Institute of Technology, jednej z najbardziej prestiżowych wyższych uczelni na świecie, na której uzyskał stopnie B.Sc., M.Sc., i Ph.D. Jego praca doktorska dotyczyła elektrodynamiki kwantowej.
Najbardziej znanym osiągnięciem Hagena było opracowanie wspólnie z Geraldem Guralnikiem i Tomem Kibble koncepcji spontanicznego łamania symetrii oraz nadawania mas leptonom i bozonom pośrednim w tzw. mechanizmie Higgsa. Mechanizm ten przewiduje istnienie wszechogarniającego pola skalarnego o określonej skrętności (tzw. pola Higgsa) oraz kwantów tego pola zwanych bozonami Higgsa. W tym samym roku bardzo podobną koncepcję mechanizmu Higgsa sformułowali niezależnie Peter Higgs oraz pracujący wspólnie François Englert i Robert Brout.
W 2010 roku prof. Hagen otrzymał nagrodę Sakurai Amerykańskiego Towarzystwa Fizycznego za Określenie własności spontanicznego łamania symetrii w czterowymiarowych relatywistycznej teorii z cechowaniem i mechanizm spójnej generacji mas bozonów wektorowych (Elucidation of the properties of spontaneous symmetry breaking in four-dimensional relativistic gauge theory and of the mechanism for the consistent generation of vector boson masses).
4 lipca 2012 na zwołanej specjalnie konferencji prasowej ogłoszone zostało odkrycie nowej cząstki elementarnej przez eksperymenty ATLAS i CMS, pracujące przy Wielkim Zderzaczu Hadronów w CERNie. Masa odkrytej cząstki, jak i wykrycie jej w oczekiwanych kanałach rozpadu wskazują wyraźnie, że z dużym prawdopodobieństwem jest to poszukiwany od kilkudziesięciu lat bozon Higgsa.
Po ogłoszeniu rezultatów testów doświadczalnych przeprowadzonych w CERN-ie wszyscy autorzy koncepcji mechanizmu Higgsa stali prawdopodobnymi kandydatami do nagrody Nobla w roku 2012, lecz – zgodnie ze statutem nagrody – może ona być przyznana za jedno osiągnięcie nie więcej niż trzem osobom.